# Невилл, Ричард, 2-й барон Латимер
Ричард Невилл (англ. Richard Neville; около 1467 — декабрь 1530) — английский аристократ и военачальник, 2-й барон Латимер с 1469, сын сэра Генри Невилла и Джоанны Буршье, внук Джорджа Невилла, 1-го барона Латимера. Ричард верно служил королям Генриху VII и Генриху VIII. С 1493 года он был мировым судьёй во всех трёх райдингах Йоркшира, а с 1503 года — в Уэстморленде. В первую очередь Ричард отличился на военной служб: он принимал участие в нескольких военных походах, а также участвовал в подавлении выступлений сторонников Перкина Уорбека. При дворе Генриха VIII барон Латимер был видным придворным, а в 1522 году был членом «тайного совета».

## Происхождение
Ричард происходил из младшей ветви аристократического английского рода Невиллов, который был вторым по значимости родом в Северо-Восточной Англии после рода Перси. Его прадед, Ральф Невилл, 1-го графа Уэстморленда, был одним из могущественных магнатов в Северной Англии. Он поддержал захват власти Генрихом IV Болингброком, принимая активное участие в возведении того на английский престол, за что получил должностей и наград, а после подавления восстания Перси его влияние ещё больше усилилось. Кроме того, он породнился с королём, женившись вторым браком на сестре Генриха IV — Джоан Бофорт, легитимизированной дочери Джона Гонта от любовницы Екатерины Суинфорд, на которой он позже женился. Во втором браке графа Уэстморленда родилось 14 детей. Среди них третьим по старшинству из сыновей был Джордж Невилл, дед Ричарда.
По завещанию графа Уэстморланда, составленному в 1424 году, дети, родившиеся от его первого брака, были лишены большинства владений, переданных детям от второго брака. Основным наследником стал Ричард Невилл, старший полнородный брат Джорджа, получивший большую часть владений Невиллов, включая маноры Пенрит, Шериф Хаттон, Мидлэм и Рэби.
Джордж в 1532 году получил титул 1-го барона Латимера. Он был женат на Элизабет Бошан, дочери Ричарда де Бошана, 13-го графа Уорика, и Элизабет де Беркли. В этом браке родилось несколько детей. Старшим сыном и наследником был Генри Невилл, отец Ричарда.
Мать Ричарда, Джоанна Буршье, происходила из английского аристократического рода Буршье, владения которого располагались в основном в Эссексе. Её отцом был Джон Буршье, 1-й барон Бернерс.

## Биография
Ричард родился около 1467 года. Его отец, сэр Генри Невилл, 26 июля 1469 года погиб в битве при Эджкот-Мур. А вскоре после этого умер и его дед, Джордж Невилл, 1-й барон Латимер, после чего Ричард унаследовал все его владения и титул барона Латимера. Доставшиеся ему земли располагались в двадцати четырех графствах. Основной резиденцией был замок Снейп в Ричмондшире.
Поскольку Ричард был ребёнком, то над ним была установлена опека. Его опекуном стал Томас Буршье, архиепископ Кентерберийский, брат деда матери Ричарда, который купил это право в мае 1470 году за тысячу фунтов. Управлением землями занимались королевские администраторы.
В рыцари Ричард был посвящён в 1478 году. В дальнейшем он верно служил королям Генриху VII и Генриху VIII. Оммаж за свои владения Ричард принёс в мае 1491 года. Впервые в английский парламент он был вызван 12 августа 1492 года. С 1493 года он был мировым судьёй во всех трёх райдингах Йоркшира, а с 1503 года — в Уэстморленде. Также он исполнял обязанности мирового судьи в Беверли и Рипоне, пока во время правления Генриха VII пост архиепископа Йоркского был вакантен. После того как архиепископом Йоркским стал Томас Уолси, барон Латимер был управляющим Рипона.
Но в первую очередь Ричард отличился на военной службе. В 1487 году он сражался в битве при Стоук-Филд. В том же году он был свидетелем заключения договора с Португалией. В 1489 году он был в составе армии, которая после убийства Томаса Перси, графа Нортумберленда, отправилась на север для подавления восстания. В 1492 году он служил в Бретани. В 1496 году Ричард принимал участие в подавлении выступлений сторонников Перкина Уорбека, а в 1499 году участвовал на суде над графом Уориком и Уорбеком. Позже он служил на границе с Шотландией под началом Томаса Говарда, графа Суррея. В 1513 году Ричард участвовал в битве при Флоддене против шотландцев, сражаясь в авангарде, его подпись стоит на вызове королю Якову IV. В сентябре 1522 года барон Латимер был вызван графом Шрусбери на «тайный совет», где обсуждалась война против герцога Олбани, регента Шотландии.
В 1488 и 1489 году Ричард участвовал в празднованиях при королевском дворе. В 1503 году он в Тадкастере присоединился к эскорту принцессы Маргариту, направлявшейся в Шотландию, сопровождая его до Йорка.
При дворе Генриха VIII барон Латимер был видным придворным. В ноябре 1515 года он был свидетелем при получении кардинальской шапки Томасом Уолси. А в ноябре 1530 года барон Латимер подписал петицию, в которой папу Климента VII просили ускорить развод Генриха VIII с Екатериной Арагонской.
Около 1490 года Ричард женился на Анне, дочери сэра Хамфри Стаффорда из Графтона, казнённого в 1486 году. В браке родилось минимум 13 детей. Она умерла раньше мужа, после чего Ричард хотел жениться снова. В июле 1522 года ему была предоставлена лицензия на брак с Маргарет, вдовой сэра Джеймса Стрэнгвиша.
Ричард умер в декабре 1530 года в своём замке Снейп и был похоронен рядом со своей женой Анной в церкви в Уэлле в Йоркшире. Наследовал ему старший сын Джон.

## Брак и дети
1-я жена: с ок. 1490 Анна Стаффорд, дочь сэра Хамфри Стаффорда из Графтона. В этом браке родилось минимум 13 детей, среди них:
- Джон Невилл (17 ноября 1493 — 2 марта 1543), 3-й барон Латимер с 1530[11].
- Маргарет Невилл (9 марта 1494 — ?); муж: с ок. 22 ноября 1505 Эдвард Уиллоби (1484/1487 — ноябрь 1517)[11].
- Дороти Невилл (29 марта 1496 — ?); муж: сэр Джон Доней (ум. 2 марта 1553), шериф Йоркшира[11].
- Уильям Невилл (15 июля 1497 — до 1545)[15]. Его внук Эдмунд Невилл претендовал на титул графа Уэстморленда[11][16].
- Элизабет Невилл (28 апреля 1500 — ?); муж: сэр Кристофер Данби[11].
- Сюзанна Невилл (28 апреля 1501 — ?); муж: Ричард Нортон, шериф Йоркшира[11].
- Томас Невилл (24 декабря 1502 — 28 октября 1544)[11].
- Мармадюк Невилл (1506 — 28 мая 1545)[11].
- Джордж Невилл (29 июля 1509 — 1567), священник[13].

2-я жена: Маргарет, вдова сэра Джеймса Стрэнгвиша.